# Вологодска област
Вологодска област (рус. Вологодская область) је конститутивни субјект Руске Федерације са статусом области на простору Северозападног федералног округа у европском делу Русије.
Административни центар области је град Вологда.

## Етимологија
Област носи име по административном центру, граду Вологда. Град се први пут спомиње 1147. године, а основао га је руски монах Герасим Вологодски. На месту данашњег града, овај монах је најпре основао манастир Свете Тројице, око ког се касније подигао град.
Презиме овог монаха, на старовепском језику значи „бистра вода”.

## Становништво
| 1989.     | 2002.     | 2010.     |
| --------- | --------- | --------- |
| 1,353,870 | 1,269,568 | 1,202,444 |